# Roiglise
Roiglise est une commune française située dans le département de la Somme, en région Hauts-de-France.

## Géographie

### Localisation
Roiglise est un village picard  du Santerre dans la Somme, limitrophe de l'Oise et jouxtant Roye, situé à 38 km au sud-ouest de Saint-Quentin, 29 km au nord de Compiègne, 60 km au nord-est de Beauvais et 43 km au sud-est d'Amiens.

### Géologie et relief
Le sol et le sous-sol de la commune de Roiglise sont de formation tertiaire et quaternaire. On trouve souvent une couche de 1 à 6 mètres de craie marneuse qui se divise en petits fragments. Elle est recouverte d'alluvions dans le fond de la vallée. La pente du plateau nord est composée de calcaire siliceux recouvert de terre végétale. Un peu partout ailleurs, une couche végétale argileuse du limon des plateaux dans lequel se mêlent du silex ou de la craie est présente sur le territoire communal.
Le relief de la commune est principalement celui d'un plateau, le plateau du Santerre, traversé dans le sens sud-est / nord-ouest par la vallée de l'Avre, dans laquelle aboutissent au nord et au sud plusieurs petits vallons.

### Hydrographie

#### Réseau hydrographique
La commune est située dans le bassin Artois-Picardie. Elle est drainée par l'Avre.
L'Avre, d'une longueur de 66 km, prend sa source dans la commune de Amy, à 81 m d'altitude, et se jette  dans la Somme à Longueau, à 24 m d'altitude, après avoir traversé 31 communes. Les caractéristiques hydrologiques de l'Avre sont données par la station hydrologique située sur la commune. Le débit moyen mensuel est de 0,271 m3/s. Le débit moyen journalier maximum est de 2,07 m3/s, atteint lors de la crue du 5 janvier 2003. Le débit instantané maximal est quant à lui de 2,5 m3/s, atteint le 19 juin 2013.

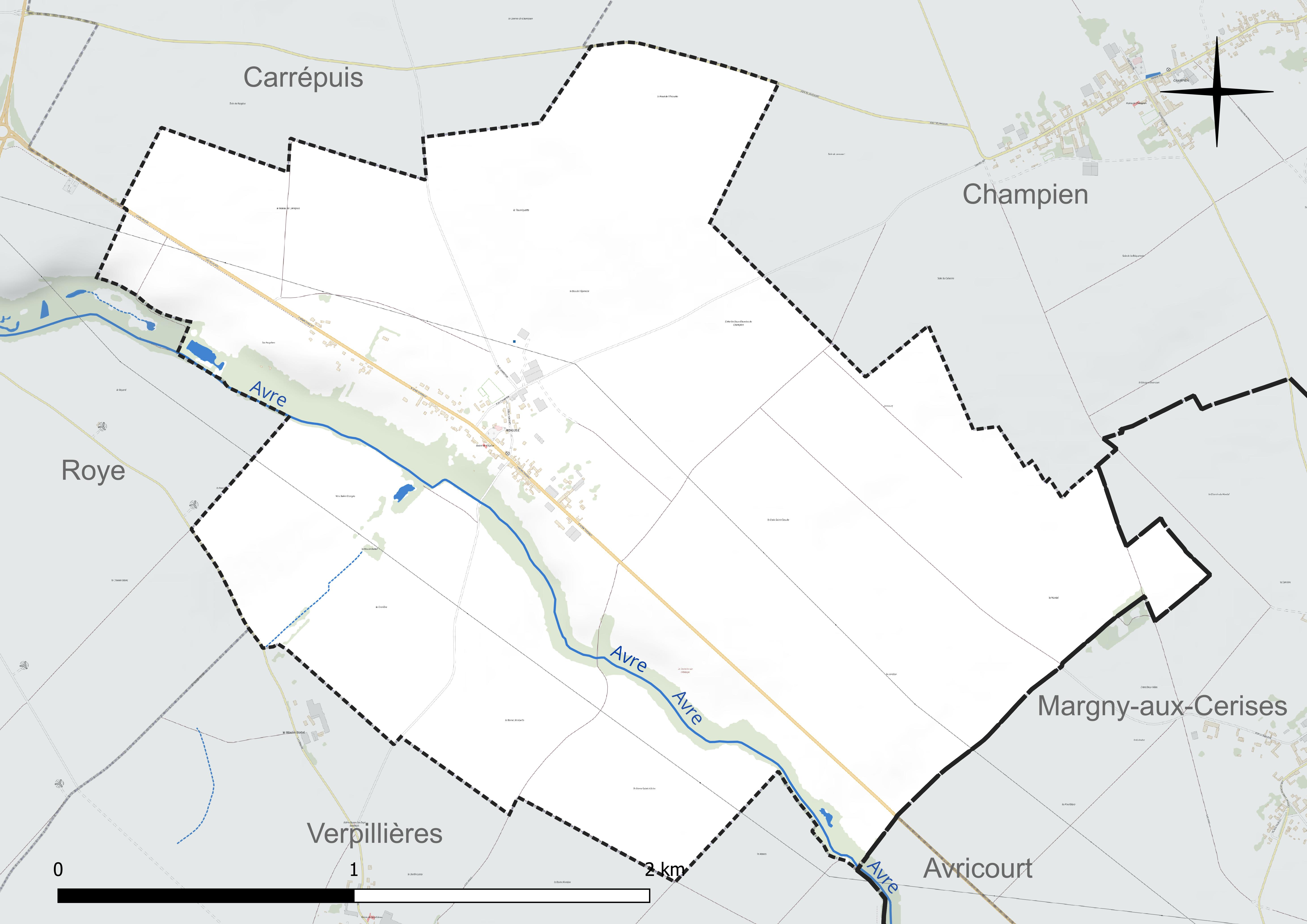
Réseau hydrographique de Roiglise.

#### Gestion et qualité des eaux
Le territoire communal est couvert par le schéma d'aménagement et de gestion des eaux (SAGE) « Somme aval et Cours d'eau côtiers ». Ce document de planification concerne un territoire de 1 835 km2 de superficie, délimité par le bassin versant de la Somme canalisée. Le périmètre a été arrêté le 29 avril 2010 et le SAGE proprement dit a été approuvé le 6 août 2019. La structure porteuse de l'élaboration et de la mise en œuvre est le syndicat mixte d'aménagement hydraulique du bassin versant de la Somme (AMEVA).
La qualité des cours d'eau peut être consultée sur un site dédié géré par les agences de l'eau et l'Agence française pour la biodiversité.

### Climat
Pour des articles plus généraux, voir Climat des Hauts-de-France et Climat de la Somme.
En 2010, le climat de la commune est de type climat océanique dégradé des plaines du Centre et du Nord, selon une étude du CNRS s'appuyant sur une série de données couvrant la période 1971-2000. En 2020, Météo-France publie une typologie des climats de la France métropolitaine dans laquelle la commune est exposée à un climat océanique et est dans la région climatique Nord-est du bassin Parisien, caractérisée par un ensoleillement médiocre, une pluviométrie moyenne régulièrement répartie au cours de l'année et un hiver froid (3 °C).
Pour la période 1971-2000, la température annuelle moyenne est de 10,5 °C, avec une amplitude thermique annuelle de 14,7 °C. Le cumul annuel moyen de précipitations est de 714 mm, avec 10,9 jours de précipitations en janvier et 8,7 jours en juillet. Pour la période 1991-2020, la température moyenne annuelle observée sur la station météorologique la plus proche, située sur la commune de Rouvroy-en-Santerre à 13 km à vol d'oiseau, est de 10,8 °C et le cumul annuel moyen de précipitations est de 635,8 mm,. Pour l'avenir, les paramètres climatiques de la commune estimés pour 2050 selon différents scénarios d'émission de gaz à effet de serre sont consultables sur un site dédié publié par Météo-France en novembre 2022.

## Urbanisme

### Typologie
Au 1er janvier 2024, Roiglise est catégorisée commune rurale à habitat dispersé, selon la nouvelle grille communale de densité à sept niveaux définie par l'Insee en 2022.
Elle est située hors unité urbaine. Par ailleurs la commune fait partie de l'aire d'attraction de Roye, dont elle est une commune de la couronne,. Cette aire, qui regroupe 35 communes, est catégorisée dans les aires de moins de 50 000 habitants,.

### Occupation des sols
L'occupation des sols de la commune, telle qu'elle ressort de la base de données européenne d'occupation biophysique des sols Corine Land Cover (CLC), est marquée par l'importance des territoires agricoles (94,8 % en 2018), une proportion identique à celle de 1990 (94,8 %). La répartition détaillée en 2018 est la suivante : 
terres arables (90,9 %), zones urbanisées (5,2 %), zones agricoles hétérogènes (3,9 %). L'évolution de l'occupation des sols de la commune et de ses infrastructures peut être observée sur les différentes représentations cartographiques du territoire : la carte de Cassini (XVIIIe siècle), la carte d'état-major (1820-1866) et les cartes ou photos aériennes de l'IGN pour la période actuelle (1950 à aujourd'hui).

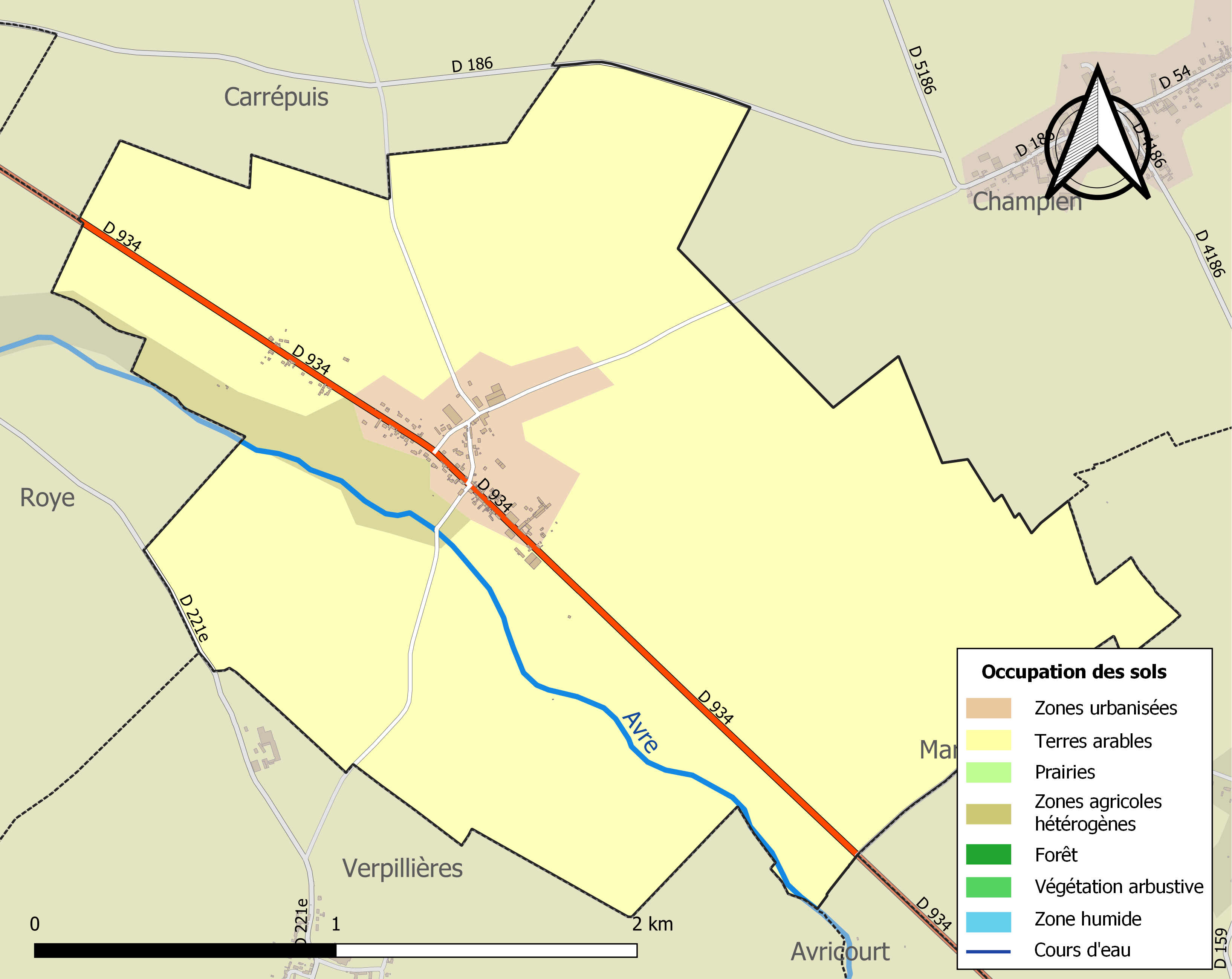
Carte des infrastructures et de l'occupation des sols de la commune en 2018 (CLC).

### Lieux-dits, hameaux et écarts
Le Montel, autrefois un hameau, est devenu un simple lieu-dit.

### Morphologie urbaine
La commune présente un habitat groupé. Le village, totalement détruit pendant la Première Guerre mondiale, a été reconstruit durant l'entre-deux-guerres. Il présente une architecture de brique.

### Habitat et logement
En 2019, le nombre total de logements dans la commune était de 76, alors qu'il était de 73 en 2014 et de 70 en 2009.
Parmi ces logements, 86,8 % étaient des résidences principales, 4 % des résidences secondaires et 9,3 % des logements vacants. Ces logements étaient pour 97,4 % d'entre eux des maisons individuelles et pour 1,3 % des appartements.
Le tableau ci-dessous présente la typologie des logements à Roiglise en 2019 en comparaison avec celle de la Somme et de la France entière. Une caractéristique marquante du parc de logements est ainsi une proportion de résidences secondaires et logements occasionnels (4 %) inférieure à celle du département (8,3 %) mais supérieure à celle de la France entière (9,7 %). Concernant le statut d'occupation de ces logements, 80,3 % des habitants de la commune sont propriétaires de leur logement (89,6 % en 2014), contre 60,2 % pour la Somme et 57,5 pour la France entière.
| Typologie                                               | Roiglise | Somme | France entière |
| ------------------------------------------------------- | -------- | ----- | -------------- |
| Résidences principales (en %)                           | 86,8     | 83,2  | 82,1           |
| Résidences secondaires et logements occasionnels (en %) | 4        | 8,3   | 9,7            |
| Logements vacants (en %)                                | 9,3      | 8,5   | 8,2            |

### Voies de communication et transports
Roiglise est située sur la RD 934 reliant Amiens à Noyon.
La commune est desservie, en 2023, par la ligne 679 du réseau interurbain de l'Oise.

## Toponymie
Le nom de la localité est attesté sous les formes Roudium (époque romaine), Rodium, sur la table de Peutinger, Rhodium, Roiglisa en 1146, Roïe-Église, Roiglise en 1215.
Le nom du village signifierait « église [dépendante] de Roye »,,. Ce type de composé en -glise se rencontre en Picardie comme en Normandie, dans lequel le mot église est post-posé et a subi l'aphérèse de é. Il témoigne de l'influence syntaxique du germanique de structure identique (toponymes en -kerke, -kirk, -kirch(e)). Cependant dans la majeure partie des cas, le premier élément est un nom de personne ex. : Bellinglise, Bellenglise, Martinglise, etc.
L'élément Roi- issu de Roye peut représenter la fixation du nom de personne gaulois Roudios (hypothèse défendue par Hermann Gröhler), employé absolument.

## Histoire

### Antiquité
Sous l'Empire romain, Roiglise nommé Rodium était un vicus gallo-romain - agglomération secondaire - situé à l'intersection de la via Agrippa de l'Océan qui reliait Lugdunum (Lyon) à Gesoriacum (Boulogne-sur-Mer) et de la voie romaine reliant Caesaromagus (Beauvais) à Bagacum Nerviorum (Bavay). Rodium dépendait de la civitas des Viromanduens dont le chef-lieu était Augusta Viromanduorum (Saint-Quentin)

### Moyen Âge
- En 891, après avoir pillé Balâtre, Roye et Roiglise, les Vikings se dirigent vers Noyon.
- Un château fort défend alors t le passage de l'Avre. L'église du village aurait été construite sur l'emplacement d'un sacellum (petit temple romain).
- En 1374, le roi Charles V accorde une dispense d'impôts aux habitants, en raison de leurs souffrances pendant  la guerre de Cent Ans[1].
- En 1419, Jean de Luxembourg et les Bourguignons campent dans le village[1].

### Époque moderne
- En 1552, le village est incendié par les soldats du comte du Rœulx, pendant les guerres de Religion.
- La commune a compté un hameau, le Montel. Il est  détruit par les Espagnols en 1636. La seule ferme qui subsistait a été incendiée à la fin du XIXe siècle et n'a pas été reconstruite. Le Montel était une succursale dépendant, comme Roiglise, du diocèse de Noyon et du doyenné de Nesle[19].
- En 1653, pendant la Fronde, les Espagnols pillent le village et incendient le château. Le marquis de Nesle devient à cette époque seigneur de Roiglise[1].

### Époque contemporaine
- En 1814-1815, à la fin de l'épopée napoléonienne, les Cosaques occupent le village.

- En 1870-1871, lors de la guerre franco-allemande de 1870, le village subit  l'occupation allemande. Douze jeunes gens de la commune combattent pendant l'Année terrible et l'un d'eux meurt[1].

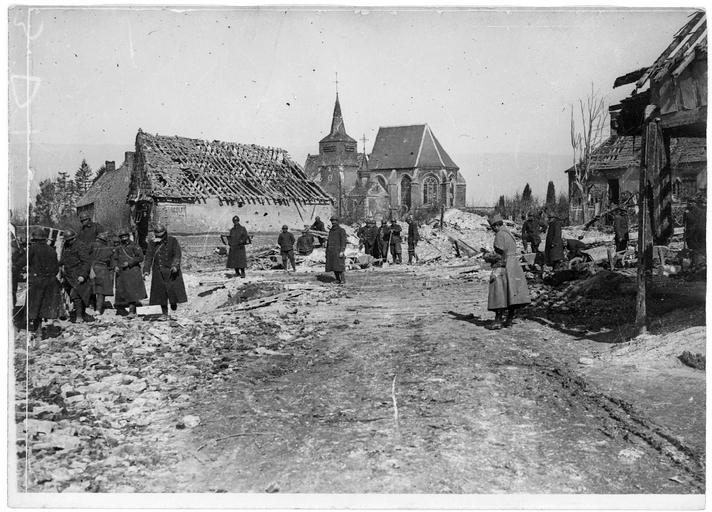
Dégâts de la Première Guerre mondiale.

- Le village a compté deux moulins à vent, déjà disparus en 1899[1].
- Comme tous les villages et villes des environs, Roiglise a été totalement détruit pendant la Première Guerre mondiale[20]. Le village a  été décoré de la Croix de guerre 1914-1918, le 3 novembre 1920[21].

Il a été reconstruit dans l'entre-deux-guerres.

## Politique et administration

### Rattachements administratifs et électoraux

#### Rattachements administratifs
La commune se trouve dans l'arrondissement de Montdidier du département de la Somme.
Elle faisait partie depuis 1793 du canton de Roye. Dans le cadre du redécoupage cantonal de 2014 en France, cette circonscription administrative territoriale a disparu, et le canton n'est plus qu'une circonscription électorale.

#### Rattachements électoraux
Pour les élections départementales, la commune est membre depuis 2014 d'un nouveau  canton de Roye
Pour l'élection des députés, elle fait partie de la cinquième circonscription de la Somme.

### Intercommunalité
Roiglise est membre fondateur  de la communauté de communes du Grand Roye, un établissement public de coopération intercommunale (EPCI) à fiscalité propre créé en premier lieu  en 2012 et auquel la commune a transféré un certain nombre de ses compétences, dans les conditions déterminées par le code général des collectivités territoriales.

### Liste des maires
| Période                                  | Période                       | Identité           | Étiquette | Qualité |
| ---------------------------------------- | ----------------------------- | ------------------ | --------- | --- |
| Les données manquantes sont à compléter. |                               |                    |           | |
| mars 2001                                | mars 2008                     | Clotaire Thiébaut  |           | |
| mars 2008                                | En cours (au 14 juillet 2022) | Bénédicte Thiébaut | UDI       | Agricultrice, infirmière de formation, épouse du précédent Présidente de la communauté de communes du Grand Roye (2012 → ) Présidente des maires et présidents d'intercommunalités de la Somme, Chevalière de la Légion d'honneur Réélue pour le mandat 2020-2026, |

## Population et société

### Démographie
L'évolution du nombre d'habitants est connue à travers les recensements de la population effectués dans la commune depuis 1793. Pour les communes de moins de 10 000 habitants, une enquête de recensement portant sur toute la population est réalisée tous les cinq ans, les populations de référence des années intermédiaires étant quant à elles estimées par interpolation ou extrapolation. Pour la commune, le premier recensement exhaustif entrant dans le cadre du nouveau dispositif a été réalisé en 2008.

En 2022, la commune comptait 153 habitants, en évolution de −1,92 % par rapport à 2016 (Somme : −1,26 %, France hors Mayotte : +2,11 %).
| 1793 | 1800 | 1806 | 1821 | 1831 | 1836 | 1841 | 1846 | 1851 |
| ---- | ---- | ---- | ---- | ---- | ---- | ---- | ---- | ---- |
| 263  | 258  | 283  | 287  | 302  | 275  | 269  | 276  | 276  |

| 1856 | 1861 | 1866 | 1872 | 1876 | 1881 | 1886 | 1891 | 1896 |
| ---- | ---- | ---- | ---- | ---- | ---- | ---- | ---- | ---- |
| 260  | 260  | 244  | 224  | 216  | 204  | 199  | 176  | 172  |

| 1901 | 1906 | 1911 | 1921 | 1926 | 1931 | 1936 | 1946 | 1954 |
| ---- | ---- | ---- | ---- | ---- | ---- | ---- | ---- | ---- |
| 169  | 190  | 197  | 116  | 127  | 135  | 152  | 150  | 148  |

| 1962 | 1968 | 1975 | 1982 | 1990 | 1999 | 2006 | 2008 | 2013 |
| ---- | ---- | ---- | ---- | ---- | ---- | ---- | ---- | ---- |
| 133  | 140  | 130  | 140  | 144  | 162  | 171  | 174  | 160  |

| 2018 | 2022 | - | - | - | - | - | - | - |
| ---- | ---- | - | - | - | - | - | - | - |
| 155  | 153  | - | - | - | - | - | - | - |

### Manifestations culturelles et festivités
- La 9e édition du marché campagnard de Roiglise a eu lieu en octobre 2020[31].

## Économie
L'activité économique de Roiglise est pour une très large part liée à celle de la ville de Roye.

## Culture locale et patrimoine

### Lieux et monuments
- Église Saint-Martin.

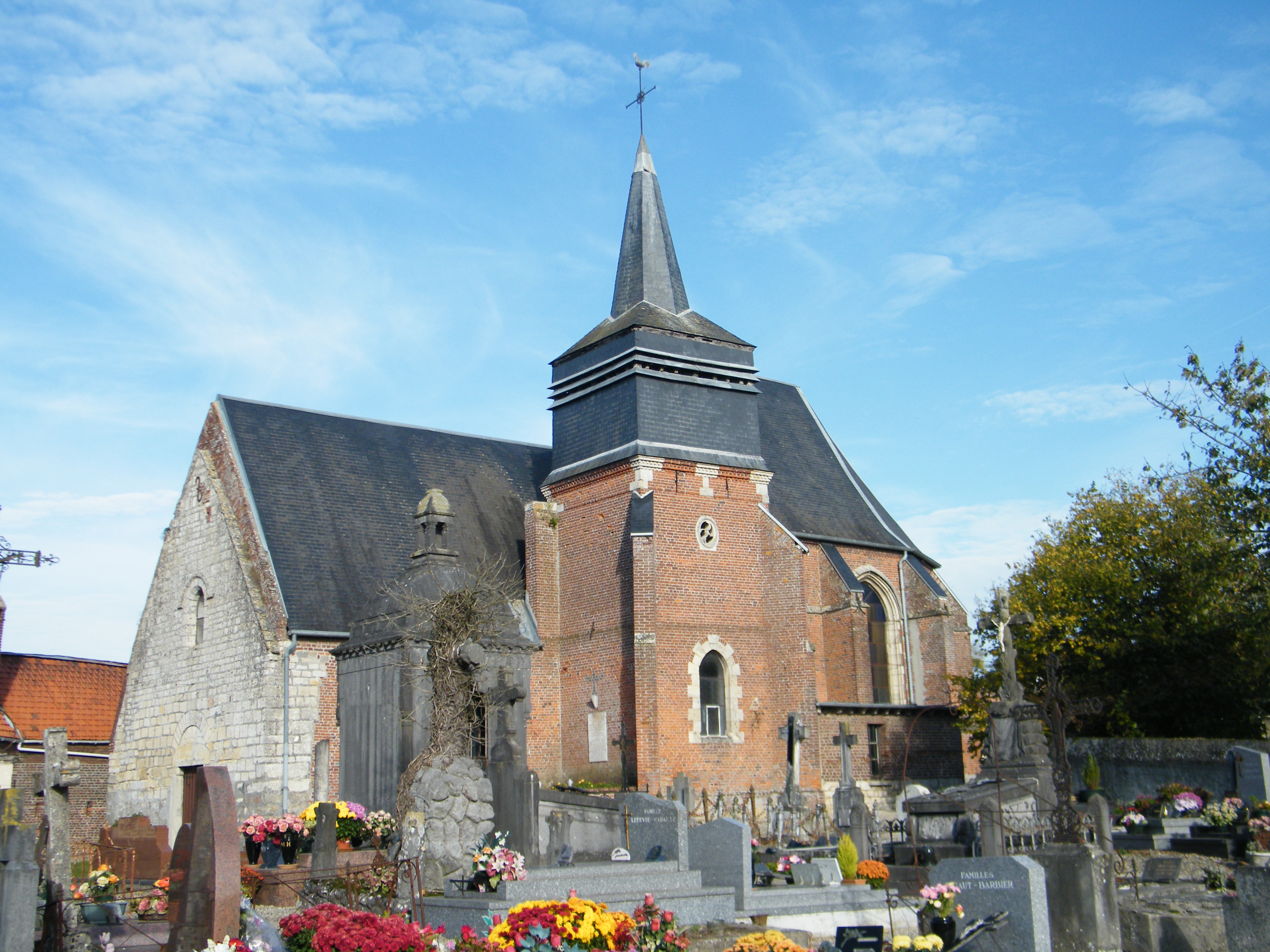
Saint-Martin.
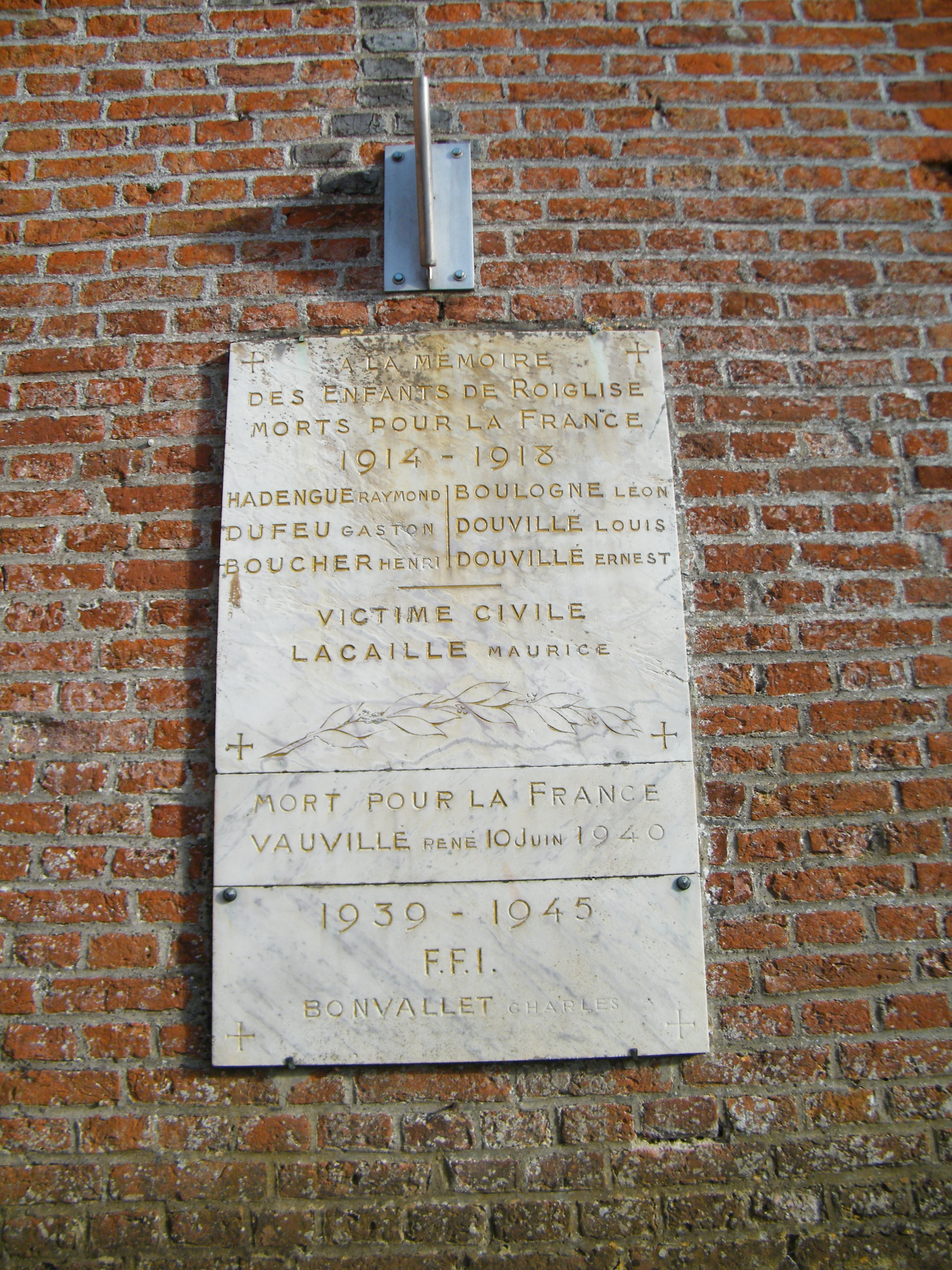
Hommage aux morts pour la France.
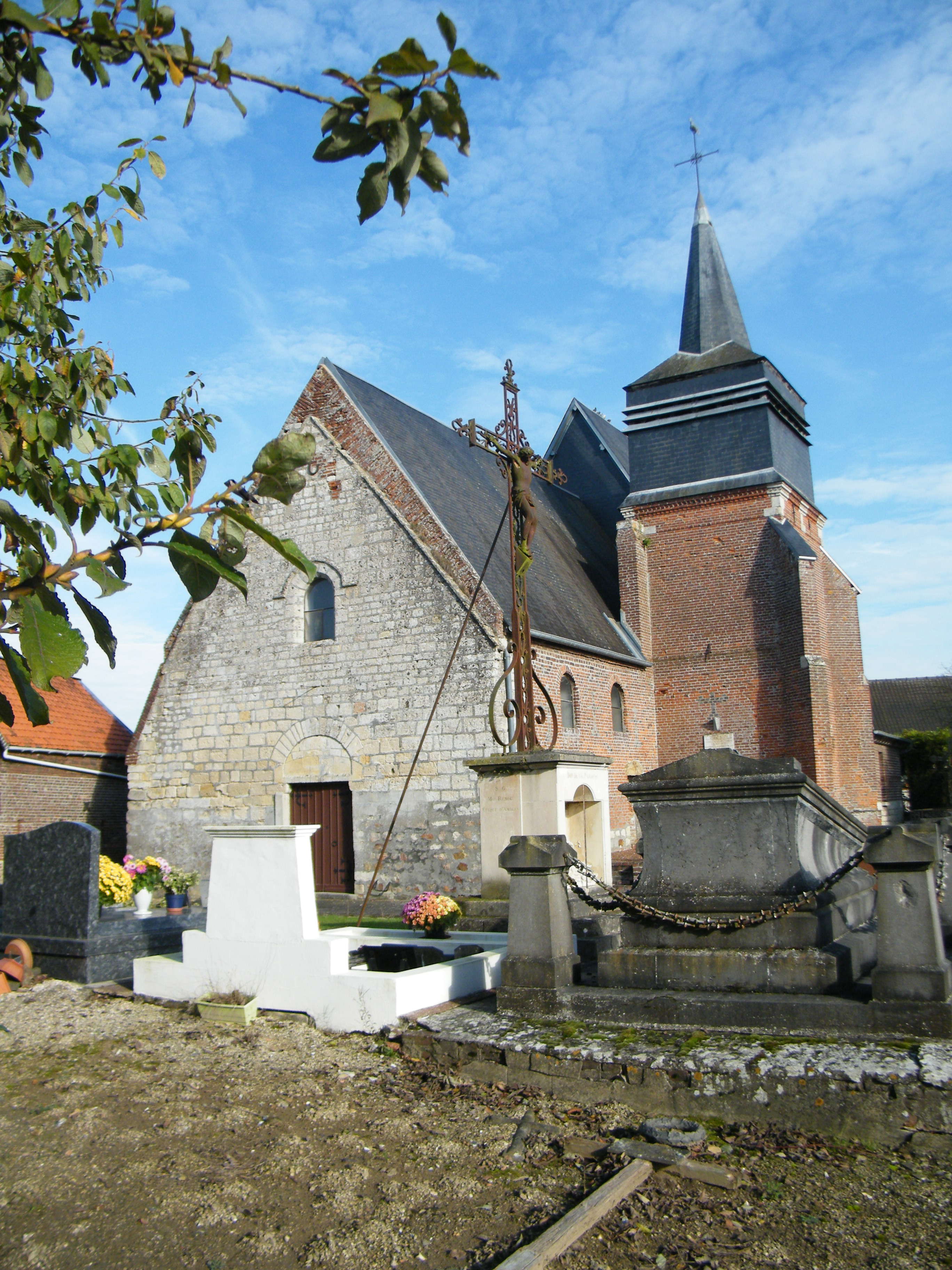
Autre vue de l'église.
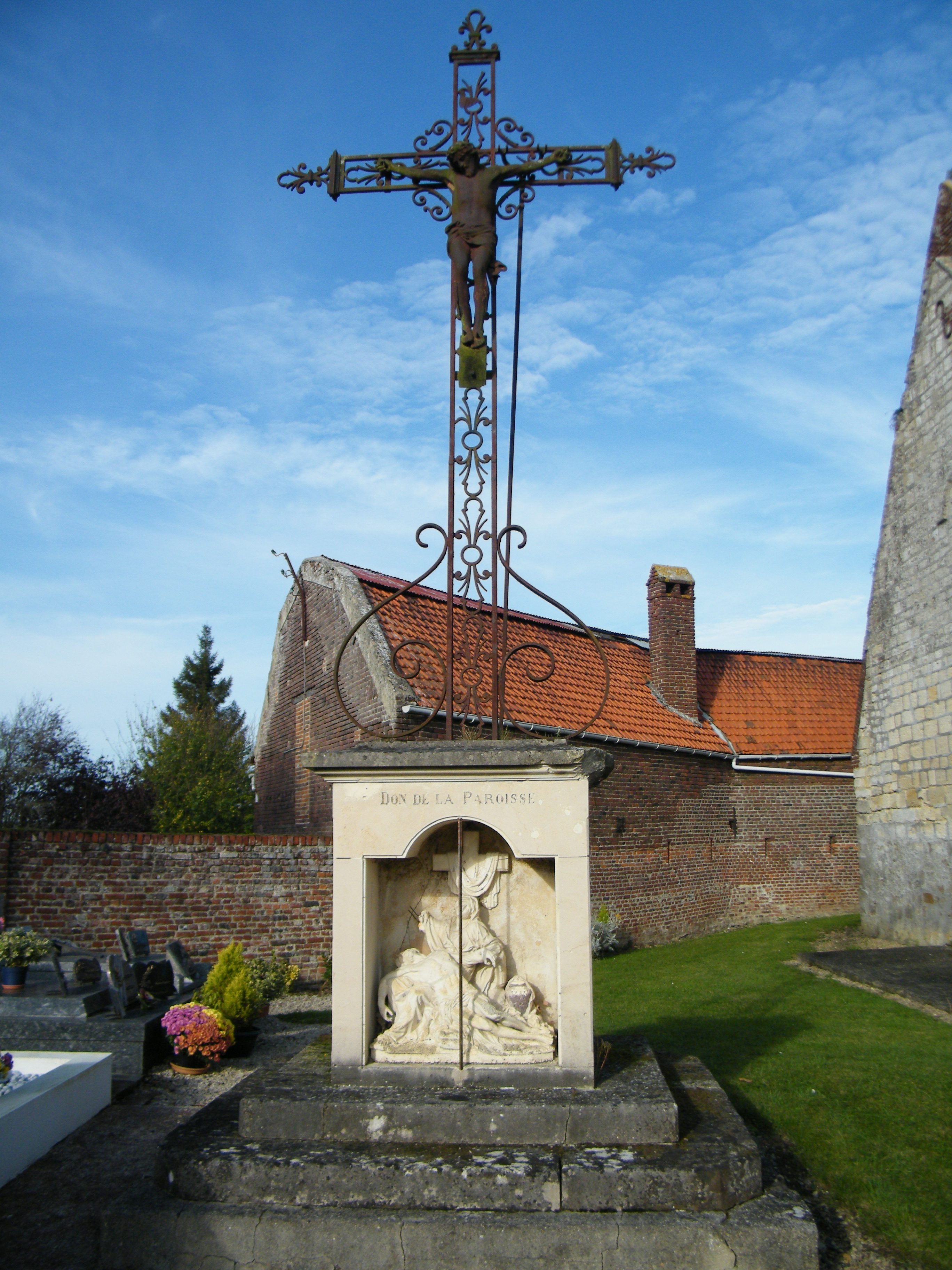
Croix monumentale.